# Hélène Bons
Pour les articles homonymes, voir Bons.
Hélène Bons (épouse Hummel), née le 10 août 1903 au Perreux-sur-Marne (Seine) et morte le 26 janvier 1999 à Neuve-Église (Bas-Rhin), est une athlète française.
Championne de France 1926 et 1929 du saut en hauteur, elle remporte aux Jeux mondiaux féminins de 1926 à Göteborg la médaille d'or du saut en hauteur. Elle participe aussi au concours de saut en hauteur des Jeux olympiques d'été de 1928 à Amsterdam, terminant à la onzième place.